# Shin’ya Yamanaka
Shin’ya Yamanaka (jap. 山中 伸弥 Yamanaka Shin’ya; ur. 4 września 1962 w Higashiōsace) – japoński lekarz i naukowiec prowadzący badania nad somatycznymi komórkami macierzystymi.

## Życiorys
W 1987 ukończył studia medyczne na Kobe University (Kōbe Daigaku). W latach 1987–1989 odbywał staż na oddziale chirurgii ortopedycznej szpitala w Osace. W 1993 uzyskał stopień doktora w dziedzinie farmakologii na tamtejszym uniwersytecie i wyjechał na staż podoktorski do Gladstone Institute of Cardiovascular Disease w San Francisco. W latach 1999–2004 pracował w Nara Institute of Science and Technology, w Narze, a od 2004 na Kyoto University.
W 2006 opublikował w czasopiśmie „Nature” informację o udanym przekształceniu mysich komórek skóry (a następnie komórek ludzkich) w indukowane pluripotencjalne komórki macierzyste.
W 2012 został, wraz z Johnem Gurdonem, uhonorowany Nagrodą Nobla w dziedzinie fizjologii lub medycyny.

## Wyróżnienia i nagrody
- Nagroda Asahi (2007)[5]
- Robert Koch Prize (2008)
- Nagroda Shawa (2008)
- Albert Lasker Award for Basic Medical Research (2009)
- Gairdner Foundation International Award (2009)
- Nagroda Kioto (2010)[6]
- Balzan Prize (2010)
- Nagroda Wolfa (2011)
- Nagroda Nobla w dziedzinie fizjologii lub medycyny (2012)